# Kibumbu

Kibumbu är en by i provinsen Muramvya i Burundi. Den tillhör kommunen Mbuye och hade 930 invånare vid folkräkningen 2008.